# Frankenia uncinata
Frankenia uncinata är en frankeniaväxtart som beskrevs av Thomas Archibald Sprague och Victor Samuel Summerhayes. Frankenia uncinata ingår i släktet frankenior, och familjen frankeniaväxter. Inga underarter finns listade i Catalogue of Life.